# Salomé di Iorio
Jessica Salomé di Iorio (23 luglio 1980) è un arbitro di calcio argentina.
Fu scelta come arbitro per le partite dell'edizione 2009 della Coppa Libertadores femminile. È stata l'unica donna ad aver mai arbitrato le partite della lega delle riserve della Primera División dell'Argentina.